# Alfred Gleiss
Alfred Gleiss (* 24. Februar 1904 in Neumünster, Schleswig-Holstein; † 25. März 1997 in Stuttgart-Weilimdorf) war ein deutscher Rechtsanwalt und Autor, der in der Nachkriegszeit die Entwicklung des deutschen und des EU-Kartellrechts maßgeblich prägte. Er schrieb neben seinen juristischen Publikationen Sachbücher zur deutschen Sprache und dem Anwaltsberuf.

## Leben und Beruf
Gleiss wurde 1926 mit einer Untersuchung über den Lehrlingsvertrag zum Dr. jur. promoviert und ließ sich als Anwalt in Schleswig-Holstein nieder. Vor den Nazis floh Gleiss 1936 zunächst nach Norwegen, der Heimat seiner Mutter, später dann nach Schweden. Im Exil arbeitete er als Arzneimittelvertreter und Musikkritiker.
1946 kam Gleiss nach Stuttgart und baute die kartellrechtliche Abteilung im württemberg-badischen Wirtschaftsministerium auf. 1949 gründete er ein eigenes Büro für Wettbewerbs- und Kartellrecht.
Er wirkte 1952 maßgeblich an dem so genannten Willner-Brief der amerikanischen Besatzungsbehörde mit.
1951 bis 1962 war Gleiss mit Arved Deringer assoziiert. Die von Gleiss begründete Sozietät firmiert heute unter dem Namen Gleiss Lutz und hat mehr als 300 Anwälte und 8 Büros in Berlin, Düsseldorf, Frankfurt am Main, Hamburg, München, Stuttgart, Brüssel, London sowie Kooperationsbüros in Budapest, Prag und Warschau.

## Wirkung
Gleiss schrieb über 300 wissenschaftliche Veröffentlichungen. Bekannt ist zum Beispiel sein Kommentar zum Kartellrecht (zusammen mit seinem Sozius Martin Hirsch), der zuerst 1962 erschien und 1993 in der 4. Auflage publiziert wurde. Daneben war er auch als Autor von Sachbüchern erfolgreich. Zum einen schrieb er 1986 Soll ich Rechtsanwalt werden? Plädoyer für den Juristenberuf, das 1992 in der 3. Auflage erschien. Zum anderen veröffentlichte er 1976 Besseres Deutsch mit lebendigen Beispielen – Sprache auf dem rechten Gleis, das 1981 (3. Auflage 1988) als Unwörterbuch – Sprachsünden und wie man sie vermeidet neu aufgelegt wurde.

## Ehrungen
Im Februar 1977 wurde Gleiss das Bundesverdienstkreuz 1. Klasse verliehen. Der baden-württembergische Ministerpräsident Lothar Späth verlieh ihm 1983 in Anerkennung seiner Verdienste den nichtakademischen Ehrentitel Professor.